# مؤسسه ملی پژوهش‌های پرستاری آمریکا
مؤسسه ملی تحقیقات پرستاری ایالات متحده آمریکا (به انگلیسی: National Institute of Nursing Research) مشهور به NINR، یکی از اعضای موسسات ملی بهداشت ایالات متحده آمریکا (مشهور به NIH) می‌باشد.
وظیفه این مرکز فدرال رهبری و نظارت بر تحقیقات علوم و فناوری در حیطه پرستاری می‌باشد.
دفاتر این مؤسسه که در سال ۱۹۸۵ تأسیس شد در جنوب ایالت مریلند واقع گردیده‌است.

## وب‌گاه رسمی
- وبگاه رسمی